# Conseil national du Pays basque
Le Conseil national du Pays Basque (en espagnol : Consejo Nacional de Euzkadi) est un organe créé et présidé par le député et chef du parti nationaliste basque, Manuel de Irujo, en juillet 1940 à Londres, en réponse à la décapitation du gouvernement basque causée par la disparition du Lehendakari José Antonio Aguirre durant l'offensive de l'Allemagne Nazis, en mai 1940.

## Histoire
A la fin de guerre civile, le gouvernement Basque s'établit en France, où il se consacre à l'aide aux réfugiés Basque, dont beaucoup sont internés dans des camps de concentration, comme celui de Gurs. Dans le même temps, le parti nationaliste basque adopte une ligne de différentiation avec les républicain espagnol, exigeant de ses partenaires du gouvernement Basque une ligne politique nationale exclusivement basque, rompant tout liens avec les partis espagnols en exil.
Cependant l'invasion de la France en mai 1940 par l'Allemagne Nazis, provoque le démantèlement du gouvernement basque et la dispersion de ses membres et la disparition de son Lehendakari, José Antonio Aguirre, surpris par l'invasion Nazi en Belgique. Il parviendra, non sans mal, à se réfugier en Amérique à l'été 1941.
En juillet 1940, Manuel de Irujo prend  l'initiative de créer un conseil national du Pays-basque, en dehors de la légalité républicaine puisqu'il s'agissait d'un projet indépendantiste basé sur une potentiel alliance avec les Alliés, garant d'une hypothétique indépendance Basque. Irujo supposait que Franco entrerait en guerre pour aider l'Allemagne, provoquant un débarquement anglo-saxons en Espagne, conduisant ainsi à la chute du régime Franquiste. Dans ce but, Irujo rédigea un avant-projet de “Constitution de la République Basque” qui inclurait non seulement le Pays-basque, mais aussi la Navarre et une partie de l'Aragon, de la Rioja et la Cantabrie tout en excluant le Pays-basque français. Ce texte sera qualifié d’”impérialisme basque” par le leader socialiste Indalecio Prieto, basque lui-même.
Une tentative de rapprochement avec la France Libre du Général De Gaulle est envisagée mais n'aboutit pas face à l'opposition du gouvernement britannique.
Le basculement radical de Irujo et de son conseil suscite la méfiance et l'opposition de l'exil républicain mais aussi de la part du gouvernement basque et d’autres nationalistes et socialistes basques.
Désavoué par Aguirre à son arrivée aux États-Unis, le conseil disparaît en Janvier 1942.